# Aditya Chopra
Aditya Chopra (nacido el 21 de mayo de 1971) es una cineasta indio. Su trabajo como director incluye a Amor contra viento y marea (1995), Mohabbatein (2000), Rab Ne Bana Di Jodi (2008) y Befikre (2016).
También es el actual presidente del conglomerado multinacional de cine, medios y entretenimiento de la India, Yash Raj Films (YRF), convirtiéndose en la segunda persona en ocupar ese puesto en la historia de la compañía después de Sanjeev Kohli. Chopra ha escrito y producido varias películas bajo la productora como Veer-Zaara (2004), Fanaa (2006), Band Baaja Baaraat (2010), Te amaré hasta la muerte (2012), la serie Dhoom (2004, 2006 y 2013), Sultan (2016), la serie Tiger (2012 y 2017) y War (2019). Se ha separado del encasillamiento a través de la producción de películas fuera de ritmo como Chak De! India (2007), Rocket Singh (2009) y Dum Laga Ke Haisha (2015), que no necesariamente encajan en el ámbito de las «películas de masala». Chopra también es el primero en avanzar hacia un verdadero modelo de estudio de cine a través de proyectos independientes dirigidos por el talento bajo su productora. El principal trabajo de posproducción de la compañía ahora se lleva a cabo en YRF Studios (cofundado por su exesposa Payal Khanna), donde Chopra se desempeña como Director Ejecutivo. Ha producido diez películas que han acumulado ganancias brutas mundiales de más de $250 millones.